# Raio de Schwarzschild
O Raio de Schwarzschild é um raio característico associado a todo corpo material. Este raio está associado à extensão do horizonte de eventos que haveria caso a massa de tal corpo fosse concentrada em um único ponto de dimensões infinitesimais (semelhante ao que ocorre em um buraco negro). O termo é usado em Física e Astronomia, especialmente na Teoria de Gravitação, na Relatividade geral. Ele foi descoberto em 1916 por Karl Schwarzschild e resulta da sua descoberta da solução exata para o campo gravitacional de uma estrela estática e simétrica esfericamente (veja Métrica de Schwarzschild), que é uma solução das equações de campo de Einstein. O raio de Schwarzschild é proporcional à massa do corpo; assim, o Sol tem um raio de Schwarzschild de aproximadamente 3 km, e a Terra de aproximadamente 9 mm.
Um objeto menor que seu raio de Schwarzschild é chamado de buraco negro. A superfície da esfera definida pelo raio de Schwarzschild age como um horizonte de eventos em um corpo estático. (Um buraco negro rotativo opera de maneira ligeiramente diferente). Nem a luz nem partículas podem escapar do interior do raio de Schwarzschild, daí o nome "buraco negro". O raio de Schwarzschild do buraco negro supermassivo no centro da nossa galáxia é de aproximadamente 7,8 milhões de quilômetros.
O raio de Schwarzschild de uma esfera com uma densidade uniforme igual à densidade crítica é igual ao raio do universo visível.

## Fórmula para o raio de Schwarzschild
O raio de Schwarzschild é proporcional à massa, com uma constante de proporcionalidade envolvendo a Constante gravitacional e a velocidade da luz.
A fórmula para o raio de Schwarzschild pode ser encontrada colocando-se a velocidade de escape igual à velocidade da luz, e é
{\displaystyle r_{s}={\frac {2Gm}{c^{2}}}}
em que
{\displaystyle r_{s}} é o raio de Schwarzschild;
{\displaystyle G} é a constante gravitacional, que é {\displaystyle 6.67\times 10^{-11}{\frac {N~m^{2}}{{kg}^{2}}}};
{\displaystyle m} é a massa do objeto;
{\displaystyle c^{2}} é a velocidade da luz ao quadrado, ou seja {\displaystyle (299~792~458{\frac {m}{s}})^{2}=8.98755\times 10^{16}{\frac {m^{2}}{s^{2}}}}.
A constante de proporcionalidade, {\displaystyle {\frac {2G}{c^{2}}}}, pode ser aproximada a {\displaystyle 1.48\times 10^{-27}{\frac {m}{kg}}}.
Isso significa que a equação pode ser escrita de maneira aproximada como
{\displaystyle r_{s}=m\times 1.48\times 10^{-27}}
com {\displaystyle r_{s}} em metros e {\displaystyle m} em quilogramas.
Note que, apesar de o resultado ser correto, a relatividade geral precisa ser usada para derivar corretamente o raio de Schwarzchild. O fato de a Física Newtoniana produzir o mesmo resultado é somente uma coincidência.